# Odontophorus melanotis
La quaglia boschereccia guancenere o colino orecchie nere (Odontophorus melanotis Salvin, 1865), è un uccello della famiglia Odontophoridae che vive in Honduras, Nicaragua, Costa Rica e Panama.

## Tassonomia
Questa specie è suddivisa in due sottospecie
- Odontophorus melanotis melanotis - Salvin, 1865
- Odontophorus melanotis verecundus - J.L.Peters, 1929